# Neófito VII de Constantinopla
Neófito VII de Constantinopla (em grego: Νεόφυτος Ζʹ; m. depois de 1801) foi patriarca ecumênico de Constantinopla duas vezes, entre 1789 e 1794 e entre 1798 e 1801.

## História
Neófito era natural de Esmirna e lá completou seus estudos formais, tendo como colegas Nicodemos, o Hagiorita e Adamâncio Korais. Após atuar arquidiácono do Patriarcado e como bispo metropolitano de Maroneia (a partir de maio de 1771), sucedeu a Procópio no trono patriarcal em 1789, já com algumas preocupações sobre o quão canônica a sua eleição teria sido. Apesar de seu patriarcado ser considerado válido, Neófito foi obrigado a renunciar em 1 de março de 1794 e a se exilar, primeiro para a ilha de Halki (Heybeliada), depois Rodes, Patmos e, finalmente, Monte Atos. Ele foi substituído por Gerásimo III, até então metropolitano de Nicomédia,  em movimento amplamente contestado.
Seu patriarcado, contudo, foi restaurado em 17 de junho de 1801 após a deposição de São Gregório V por tensões políticas do restante da hierarquia da igreja. COntudo, Neófito renunciou mais uma vez em 1801 e se exilou novamente em Monte Atos.
Durante seu reinado, o professor de filosofia Cristódulo Pamplekis foi excomungado, a Grande Escola da Nação foi restaurada e muitas novas escolas foram fundadas. Através de um acordo canônico, Neófito condenou o panteísmo e uma decisão do Santo Sínodo condenou o livro "Sobre a Conquista Contínua" (em grego: Περί συνεχούς μεταλήψεως), do antigo metropolitano de Corinto Macário. Neófito também re-fundou, depois de 413 anos, a antiga metrópole de Corfu e abençoou, com a permissão da Sublime Porta, a nova bandeira dos Estados Unidos das ilhas Jônicas na Igreja de São Jorge. Durante sua vida — e depois de muitas discussões — a tradução e publicação do "Cânone da Igreja Ortodoxa" em grego demótico foi finalmente aprovada. Por conta disto, a obra "Πηδάλιον", de Nicodemos, o Hagiorita,  foi publicada,. Nicodemos publicou também "Μέγα Ευχολόγιον" em Istambul. Com permissão de Neófito, o Cânone de João Nesteutes foi publicado pela editora patriarcal.